# Белорусско-руандийские отношения
Белорусско-руандийские отношения — двусторонние дипломатические отношения между Беларусью и Руандой, установленные 27 октября 1993 года.

## История
Беларусь установила дипломатические отношения с Руандой 27 октября 1993 года. В 2014 году послы Руанды и Беларуси в России подписали документы о взаимодействии в торговле и формировании договорно-правовой базы.

## Экономическое сотрудничество
Объём двусторонней торговли сильно колебался по годам. Так, в 2014 году белорусские поставки в Руанду были на сумму в 9,9 тысяч долларов. В 2015 году белорусские поставки в Руанду составили 1230,9 тысяч долларов, а руандийские поставки в Беларусь составили 32,5 тысячи долларов. Из Руанды Беларусь импортировала кофе. Также из Руанды в отдельные годы в Беларусь поставлялись фрукты и орехи, растительное сырье, алкогольные напитки, мыло и чистящие средства, алюминий и одежда. В 2015 году Беларусь начала экспорт удобрений в Руанду, который составил 98 % белорусских поставок в Руанду. В отдельные годы в Руанду поставлялись другие товары. Так, в 2001 году поставлялся текстиль, а в 2014 году были поставлены электрические машины и аппараты.

## Послы Руанды в Беларуси
- Мущьо Франк Каманзи (вручил верительные грамоты А. Г. Лукашенко 13 мая 2021 года)[5].